# Liket i biblioteket (film)
Liket i biblioteket är en tredelad TV-film från 1984 baserad på Agatha Christies detektivroman Liket i biblioteket från 1942. Filmmanuset skrevs av T. R. Bowen och filmen regisserades av Silvio Narizzano. Med Joan Hickson i titelrollen var det den första filmen som presenterades i den brittiska TV-serien Miss Marple och hade premiär mellan den 26 och 28 december 1984 på BBC One. I USA sändes filmen första gången den 4 januari 1986 som en del av PBS:s Mystery!. Filmen repriserades på BBC Four i september och oktober 2013.

## Handling
(För en mer utförlig handling se Liket i biblioteket)
Miss Marple hjälper sina grannar Bantry när en ung flicka hittas död i deras bibliotek. Flickan spåras till en semesterort vid kusten och en rik mans familj.

## Rollista
- Joan Hickson som Miss Marple
- David Horovitch som kriminalkommissarie Slack
- Gwen Watford som Dolly Bantry
- Moray Watson som Colonel Bantry
- Frederick Jaeger som överste Melchett
- Valentine Dyall som Lorrimer
- Anthony Smee som Basil Blake
- Debbie Arnold som Dinah Lee
- Andrew Cruickshank som Conway Jefferson
- Ciaran Madden som Adelaide Jefferson
- Keith Drinkel som Mark Gaskell
- Hugh Walters som Mr Prescott
- Jess Conrad som Raymond Starr
- Trudie Styler som Josie Turner
- John Moffatt as Edwards
- Arthur Bostrom som George Bartlett
- Stephen Churchett som major Reeve
- Astra Sheridan som Pamela Reeve
- Raymond Francis som Sir Henry Clithering
- Ian Brimble som poliskonstapel Lake
- John Bardon som PC Palk
- Anne Rutter som Mrs Palk
- Karin Foley som Mary
- Colin Higgins som Malcolm
- Sarah Whitlock som WPC
- Sydney Livingstone som Mr Brogan
- Andrew Downer som Peter Carmody
- Sally Jane Jackson som Ruby Keene
- Kathleen Breck som Bridget
- Martyn Read som Hugo McLean
- Karen Seacombe som Florrie Small
- John Evans som Inch
- Jacqui Munro som liket

## Skillnader från romanen
Filmen hade bara några få ändringar från romanen:
- Karaktären kommissarie Harper utelämnades.
- Bartletts bil byttes ut från en Minoan 14 till en Vauxhall Coaster.
- Conway ser bilden av Blake som ramlar ut ur Rubys handväska.
- Summan pengar som Ruby fick kvar ändrades från 50 000 pund till 100 000 pund.

## Mottagande
I sin recension i The New York Times skrev kritikern John J. O'Connor:
"Miss Christie skulle utan tvekan gilla Joan Hickson, den brittiska karaktärsskådespelerskan som spelar Miss Marple... Denna samproduktion mellan BBC och Arts & Entertainment är ett särskilt bra exempel på Agatha Christie i filmatisering. Karaktärerna är snyggt realiserade och spänningen håller. Miss Hickson är underbar, varken lika fantastisk som Miss Rutherford eller så överdrivet söt som Helen Hayes. Och birollsinnehavarna är beundransvärda, särskilt Gwen Watford som Dolly och David Horovitch som kommissarie Slack. Som någon noterar om fallet, "du måste erkänna att den har alla de bisarra elementen i en billig thriller." När du väl blir biten, kommer du inte att kunna stänga av den."

## Trivia
- Gwen Watford (Dolly Bantry) medverkade i "Liket i biblioteket" - det första Miss Marple-avsnittet - och i "Spegeln sprack från kant till kant" - det sista avsnittet.
- Miss Marples telefonnummer ändras under filmernas gång. I "Liket i biblioteket" är hennes nummer St. Mary Mead 35. I säsong 3 ("4:50 från Paddington") är hennes nummer St. Mary Mead 236.
- Andrew Cruickshank (Conway Jefferson) hade ett tidigare möte med miss Marple; i filmen Det är fult att mörda med Margaret Rutherford som miss Marple hade han en cameoroll som domare.
- John Moffat är inte främmande för Agatha Christies verk. Han hade en mindre roll i filmen Mordet på Orientexpressen (1974). Han spelade också Hercule Poirot i Radio 4:s radioserie om den berömda detektiven.
- En halvtimme in i filmen pratar Adelaide Jefferson med Raymond Starr. Hon bär en stor svart hatt som var omodern för den tid som berättelsen utspelar sig i (tidigt 1950-tal). Denna hatt skulle ha varit mer på modet tio år tidigare under krigsåren. Damhattar i början av 1950-talet var mycket mindre och dolde inte hela huvudet.[3]
- Den avsiktliga felidentifieringen av en kropp är också en viktig del av handlingen i Miss Marple-avsnittet "Nemesis".